# Rönnskärs IF
Rönnskärs IF är en idrottsförening i Skelleftehamn i Skellefteå kommun i Sverige, bildad 1925 som Sävenäs-Kallholmen IFK, sedermera Sävenäs/Rönnskärs IF, och från 1946 Rönnskärs IF. Sedan 2004 verkar man under namnet Rönnskär Railcare IF. Klubben har bland annat bedrivit fotboll, ishockey, styrkelyft och orientering. Ishockeyn är numera nedlagd men tidigare hade man ett A-lag och ungdomsverksamhet. Tidigare bedrev man även friidrott.

## Fotboll
I fotboll har herrarna spelat flera säsonger i Sveriges tredje högsta division, första gången säsongen 1952/1953   och gick upp i trean igen säsongen 2014, efter att inte ha varit i division tre sedan säsongen 1985.

## Ishockey
I ishockey spelade klubben i Sveriges högsta serie säsongerna 1957/58, 1959/60, och 1965/66.1972 slog föreningarna Clemensnäs IF och Rönnskärs IF samman sina ishockeysektioner, och bildade CRIF, numera Clemensnäs HC. Från invigningen den 22 december 1979 spelade klubben sina hemmamatcher i Kopparhallen.
Säsonger
| Säsong    | Division                       | Placering | Playoff/Kval                  |
| --------- | ------------------------------ | --------- | ----------------------------- |
| 1948/1949 | Norra Västerbottenserien       | 4         |                               |
| 1949/1950 | Norrländska Nedre              | 2         |                               |
| 1950/1951 | Division II Norra Norrländska  | 2         |                               |
| 1951/1952 | Division II Norra Norrländska  | 2         |                               |
| 1952/1953 | Division II Norra Norrländska  | 2         |                               |
| 1953/1954 | Division II Norrland           | 3         |                               |
| 1954/1955 | Division II Norra B            | 3         |                               |
| 1955/1956 | Division II Norra Norrländskan | 2         |                               |
| 1956/1957 | Division II Norra A            | 1         | 1:a i kvalserien, uppflyttade |
| 1957/1958 | Division I Norra               | 7         |                               |
| 1958/1959 | Division II Norra A            | 1         | 1:a kvalserien, uppflyttade   |
| 1959/1960 | Division I Norra               | 8         |                               |
| 1960/1961 | Division II Norra A            | 6         |                               |
| 1961/1962 | Division II Norra A            | 1         | 3:a i kvalserien              |
| 1962/1963 | Division II Norra A            | 5         |                               |
| 1963/1964 | Division II Norra A            | 2         |                               |
| 1964/1965 | Division II Norra A            | 1         | 2:a i kvalserien, uppflyttade |
| 1965/1966 | Division I Norra               | 7         | nerflyttade                   |
| 1966/1967 | Division II Norra A            | 1         | 3:a i kvalserien              |
| 1967/1968 | Division II Norra A            | 5         |                               |
| 1968/1969 | Division II Norra A            | 2         |                               |
| 1969/1970 | Division II Norra A            | 5         |                               |
| 1970/1971 | Division II Norra A            | 7         |                               |
| 1971/1972 | Division II Norra A            | 7         |                               |

Anmärkningar
1. 1 2 3 4 5 6  Serien ingick inte i det nationella seriesystemet utan i ett separat norrländskat seriesystem. Seriesegrarna i norra Sverige gjorde istället upp om titeln Norrländsk mästare.